# ألكسندر ماكاي
ألكسندر ماكاي (بالإنجليزية: Alexander Mackay)‏ هو لغوي وفلاح نيوزيلندي، ولد في 11 مايو 1833، وتوفي في 18 نوفمبر 1909.